# John Robert Schrieffer
John Robert Schrieffer (Oak Park, 31 de maio de 1931 - Tallahassee, 27 de julho de 2019) foi um físico estadunidense.
Recebeu o Nobel de Física de 1972, pelo desenvolvimento conjunto da teoria da supercondutividade, também conhecida como Teoria BCS.

## Condenação
Em 2005, foi condenado a dois anos de prisão por matar um pedestre num acidente automobilístico.

## Morte
John Schrieffer morreu aos 88 anos, no dia 27 de julho de 2019.